# تشيستر (بنسلفانيا)
تشيستر (بالإنجليزية: Chester, Pennsylvania)‏ هي مدينة تقع في مقاطعة ديلاوير بولاية بنسلفانيا في الولايات المتحدة. تبلغ مساحة هذه المدينة 15.5 (كم²)، وترتفع عن سطح البحر 21 م، بلغ عدد سكانها 29972 نسمة في عام 2010 حسب إحصاء مكتب تعداد الولايات المتحدة.

## التركيبة السكانية
حدّد مكتب تعداد الولايات المتحدة بيانات التركيبة السكانية لتشيستر في تعداد الولايات المتحدة. في ما يلي، التركيبة السكانية حسب تعدادي 2000 و2010.

### تعداد عام 2000
بلغ عدد سكان تشيستر 36,854 نسمة بحسب تعداد عام 2000، وبلغ عدد الأسر 12,814 أسرة وعدد العائلات 8,126 عائلة مقيمة في المدينة. في حين سجلت الكثافة السكانية 2,370 نسمة لكل كيلومتر مربع (6,138.3/ميل2). وبلغ عدد الوحدات السكنية 14,976 وحدة بمتوسط كثافة قدره 963.1 لكل كيلومتر مربع (2,494.4/ميل2).
وتوزع التركيب العرقي للمدينة بنسبة 18.94% من البيض و75.70% من الأمريكيين الأفارقة و0.20% من الأمريكيين الأصليين و0.61% من الأمريكيين ذوي الأصول الآسيوية و0.01% من سكان جزر المحيط الهادئ و3.03% من الأعراق الأخرى و1.51% من عرقين مختلطين أو أكثر و5.39% من الهسبانيون أو اللاتينيون من أي عرق.
بلغ عدد الأسر 12,814 أسرة كانت نسبة 40% منها لديها أطفال تحت سن الثامنة عشر تعيش معهم، وبلغت نسبة الأزواج القاطنين مع بعضهم البعض 24.8% من أصل المجموع الكلي للأسر، ونسبة 32.1% من الأسر كان لديها معيلات من الإناث دون وجود شريك، بينما كانت نسبة 6.5% من الأسر لديها معيلون من الذكور دون وجود شريكة وكانت نسبة 36.6% من غير العائلات. تألفت نسبة 31.2% من أصل جميع الأسر من عدة أفراد يعيشون في نفس المنزل ونسبة 11.2% كانت تتألف من شخص يعيش بمفرده يبلغ من العمر 65 عاماً أو أكثر. وبلغ متوسط حجم الأسرة المعيشية 2.64، أما متوسط حجم العائلات فبلغ 3.34.
بلغ العمر الوسطي للسكان 30.6 عاماً. وكانت نسبة 29.6% من القاطنين تحت سن الثامنة عشر، وكانت نسبة 9.3% بين الثامنة عشر والرابعة والعشرين عاماً، ونسبة 24.6% كانت واقعةً في الفئة العمرية ما بين الخامسة والعشرين والرابعة والأربعين عاماً، ونسبة 17.7% كانت ما بين الخامسة والأربعين والرابعة والستين، ونسبة 10.7% كانت ضمن فئة الخامسة والستين عاماً فما فوق. يوجد لكل 100 أنثى 82.9 ذكر، ويوجد لكل 100 أنثى في الثامنة عشر من عمرها فما فوق 75.8 ذكر.
بلغ متوسط دخل الأسرة في المدينة 25,703 دولارًا، أما متوسط دخل العائلة فبلغ 30,336 دولارًا. وكان متوسط دخل الذكور 29,528 دولارًا مقابل 23,705 دولارًا للإناث. وسجل دخل الفرد الخاص بالمدينة 13,052 دولارًا. وكانت نسبة 22.8% من العائلات ونسبة 27.2% من السكان تحت خط الفقر، وكان من هؤلاء نسبة 37% تحت سن الثامنة عشر ونسبة 21.8% في الخامسة والستين من العمر وما فوق.

### تعداد عام 2010
بلغ عدد سكان تشيستر 33,972 نسمة بحسب تعداد عام 2010، وبلغ عدد الأسر 11,662 أسرة وعدد العائلات 7,216 عائلة مقيمة في المدينة. في حين سجلت الكثافة السكانية 2,184.7 نسمة لكل كيلومتر مربع (5,658.3/ميل2). وبلغ عدد الوحدات السكنية 13,745 وحدة بمتوسط كثافة قدره 883.9 لكل كيلومتر مربع (2,289.3/ميل2).
وتوزع التركيب العرقي للمدينة بنسبة 17.25% من البيض و74.75% من الأمريكيين الأفارقة و0.36% من الأمريكيين الأصليين و0.64% من الأمريكيين ذوي الأصول الآسيوية و0.06% من سكان جزر المحيط الهادئ و3.90% من الأعراق الأخرى و3.05% من عرقين مختلطين أو أكثر و8.99% من الهسبانيون أو اللاتينيون من أي عرق.
بلغ عدد الأسر 11,662 أسرة كانت نسبة 37.3% منها لديها أطفال تحت سن الثامنة عشر تعيش معهم، وبلغت نسبة الأزواج القاطنين مع بعضهم البعض 19.5% من أصل المجموع الكلي للأسر، ونسبة 35.6% من الأسر كان لديها معيلات من الإناث دون وجود شريك، بينما كانت نسبة 6.8% من الأسر لديها معيلون من الذكور دون وجود شريكة وكانت نسبة 38.1% من غير العائلات. تألفت نسبة 31.2% من أصل جميع الأسر من عدة أفراد يعيشون في نفس المنزل ونسبة 11.1% كانت تتألف من شخص يعيش بمفرده يبلغ من العمر 65 عاماً أو أكثر. وبلغ متوسط حجم الأسرة المعيشية 2.64، أما متوسط حجم العائلات فبلغ 3.33.
بلغ العمر الوسطي للسكان 29.9 عاماً. وكانت نسبة 27.2% من القاطنين تحت سن الثامنة عشر، وكانت نسبة 16% بين الثامنة عشر والرابعة والعشرين عاماً، ونسبة 23.8% كانت واقعةً في الفئة العمرية ما بين الخامسة والعشرين والرابعة والأربعين عاماً، ونسبة 22.6% كانت ما بين الخامسة والأربعين والرابعة والستين، ونسبة 10.4% كانت ضمن فئة الخامسة والستين عاماً فما فوق. وتوزع التركيب الجنسي للسكان بنسبة 47.2% ذكور و52.8% إناث.

## أعلام
- أليكس نورث
- تيرك إيفنز
- كارلتون لورد
- توم بيري
- سيلفانوس مورلي
- روندا هوليس جيفرسون
- صموئيل إدواردز
- كلارنس د. بيل
- ديك كريستي
- جامير نيلسون

## وصلات خارجية
- The US50 - Cities and Towns in Pennsylvania State